# Richard Sorge
Richard Sorge (em russo:  Рихард Зорге; em azeri:  Rixard Zorge; Sabunchi, Bacu, 4 de outubro, 1895 — Tóquio, 7 de novembro, 1944) foi um jornalista alemão e um espião para a União Soviética no Japão antes e durante a Segunda Guerra Mundial. O nome de código na KGB do grupo deste espião era "Ramsay".

## Biografia
Sorge nasceu em Sabunchi, uma comuna da aglomeração de Bacu, Azerbaijão, que então fazia parte do Império Russo. Era um dos nove filhos do engenheiro alemão Wilhelm Sorge e da sua esposa russa, Nina. O seu tio-avô, Friedrich Sorge, fora um importante colaborador de Karl Marx e secretário da Primeira Internacional. A família mudou-se para a Alemanha quando ele tinha 3 anos.
Em outubro de 1914, Sorge voluntariou-se para combater na Primeira Guerra Mundial, entrando para um batalhão de artilharia. Durante o seu serviço foi gravemente ferido quando, em março 1916, fragmentos de artilharia atingiram ambas as suas pernas. Foi promovido a cabo, recebeu uma Cruz de Ferro e foi enviado para casa.
Em 1925, instala-se em Moscou e torna-se membro do Partido Comunista Soviético. Em 1930, é enviado para a China, pelo serviço de espionagem do Exército Vermelho. Ao longo de três anos de estadia no país, ganha reputação como jornalista independente e familiariza-se com a Ásia.
Em 1933, dirigentes soviéticos, interessados em conhecer melhor as intenções do governo japonês, enviam Sorge para o Japão, país que havia vencido a Rússia por várias vezes - como na Guerra Russo-Japonesa (1904-1905). A sua missão era simples mas fulcral: descobrir se os japoneses tinham a intenção de cumprir com o Pacto Anti-Komintern e atacar a URSS. Além disso, Sorge deveria aproveitar a oportunidade para reunir informações sobre as relações entre o Japão e a Alemanha e também sobre a indústria pesada e o exército japoneses.
Sorge, com uma brilhante reputação como jornalista do Frankfurter Zeitung, rapidamente tornou-se amigo próximo e confidente do general Eugen Ott, que seria o futuro embaixador alemão em Tóquio. Ao mesmo tempo, era amante da mulher do militar. Para a nomeação de Ott como embaixador no Japão, a ajuda de Sorge foi fundamental. Com o apoio de sua vasta biblioteca sobre o país, forneceu grande quantidade de informação a Ott, auxiliando-o também nas análises do material.

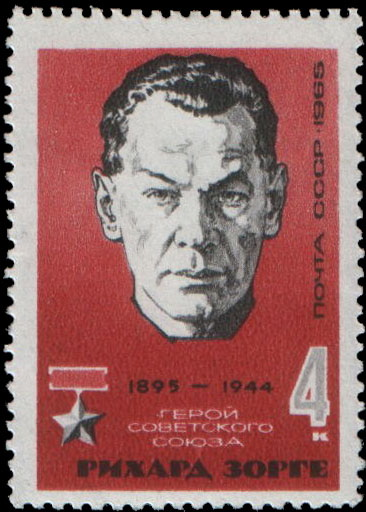
Selo postal soviético em homenagem a Richard Sorge

Hedonista, amante de mulheres e bebidas fortes, Sorge passava despercebido aos serviços de contraespionagem japoneses, não deixando perceber que, por sob a aparência do herói de guerra alemão, estaria um eficiente espião soviético. Recluso no Japão, após recusar-se a regressar à Alemanha - cumprindo ordens de Josef Stalin -, em 1937 Sorge passa informações da maior importância a Moscovo, tais como a data do início da Operação Barbarossa (tal e qual como as informações passadas pelo húngaro Sándor Radó) e a de que o Japão não atacaria a URSS, o que permitiu o reposicionamento dos exércitos russos que se encontravam na fronteira com o Japão para oeste, o que possibilitou deter, em Stalingrado, a operação alemã de invasão da URSS.
Ozaki Hotsumi, um jornalista japonês do Asahi Shimbun que trabalhava para Sorge, foi preso no dia 14 de outubro de 1941. Interrogado, acabou entregando Sorge, que foi preso a 18 de outubro de 1941, em Tóquio, e posteriormente encarcerado na prisão de Sugamo. Inicialmente, os japoneses pensaram que, devido à sua condição de membro do Partido Nazista e por seus laços com a Alemanha, Sorge fosse um agente da Abwehr, o que a Abwehr negou. Mesmo sob tortura, Sorge negou os seus vínculos com os soviéticos.
No dia 7 de novembro de 1944 - ironicamente o dia da Revolução do Grande Outubro, o feriado mais importante da URSS - ambos os prisioneiros são enforcados. Os japoneses chegaram a fazer três ofertas de negociação aos soviéticos, oferecendo a troca de Sorge por um de seus espiões. Contudo, os soviéticos se recusaram a negociar, alegando que Sorge era um desconhecido para eles. Muito provavelmente isto ocorreu devido a política soviética de não trocar prisioneiros de guerra. Em 1964, ele recebeu o título de Herói da União Soviética, sendo erguidos monumentos em sua homenagem, em Bacu e em pleno centro de Moscovo.
Encontra-se sepultado no Cemitério de Tama, em Fuchū (Tóquio).